# Toyota Land Cruiser (J70)
Toyota Land Cruiser (J70) — полноразмерный внедорожник, выпускаемый японской компанией Toyota Motor Corporation с 1984 года.

## Описание
Toyota LC70 начал выпускаться в 1984 году. В отличие от предыдущих моделей, передняя и задняя подвеска пружинные. Бензиновые модели получили индекс RJ70, а дизельные — LJ70. Также существуют производные модели: LJ73, LJ76, LJ78, RJ73, RJ76 и RJ78.
Полный привод выполнен по схеме PartTime без межосевого дифференциала, с муфтами свободного хода в передних ступицах и понижающей передачей. Передний и задний мосты могут оснащаться межколёсным дифференциалом типа DiffLock или же фрикционным (LSD) на задней оси.
С 1999 года на базе Toyota LC70 выпускается пикап. До 2014 года кабины были только одинарными, а с 2014 года — и двойными. В 2007 году модель прошла рестайлинг.

## Галерея

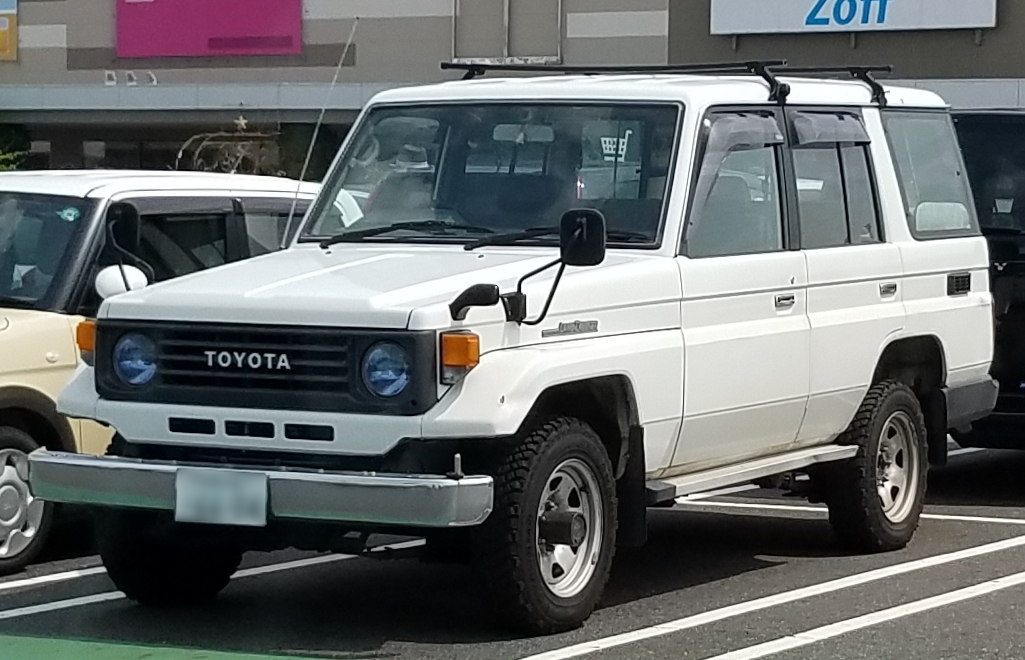
Toyota LC70 в Японии
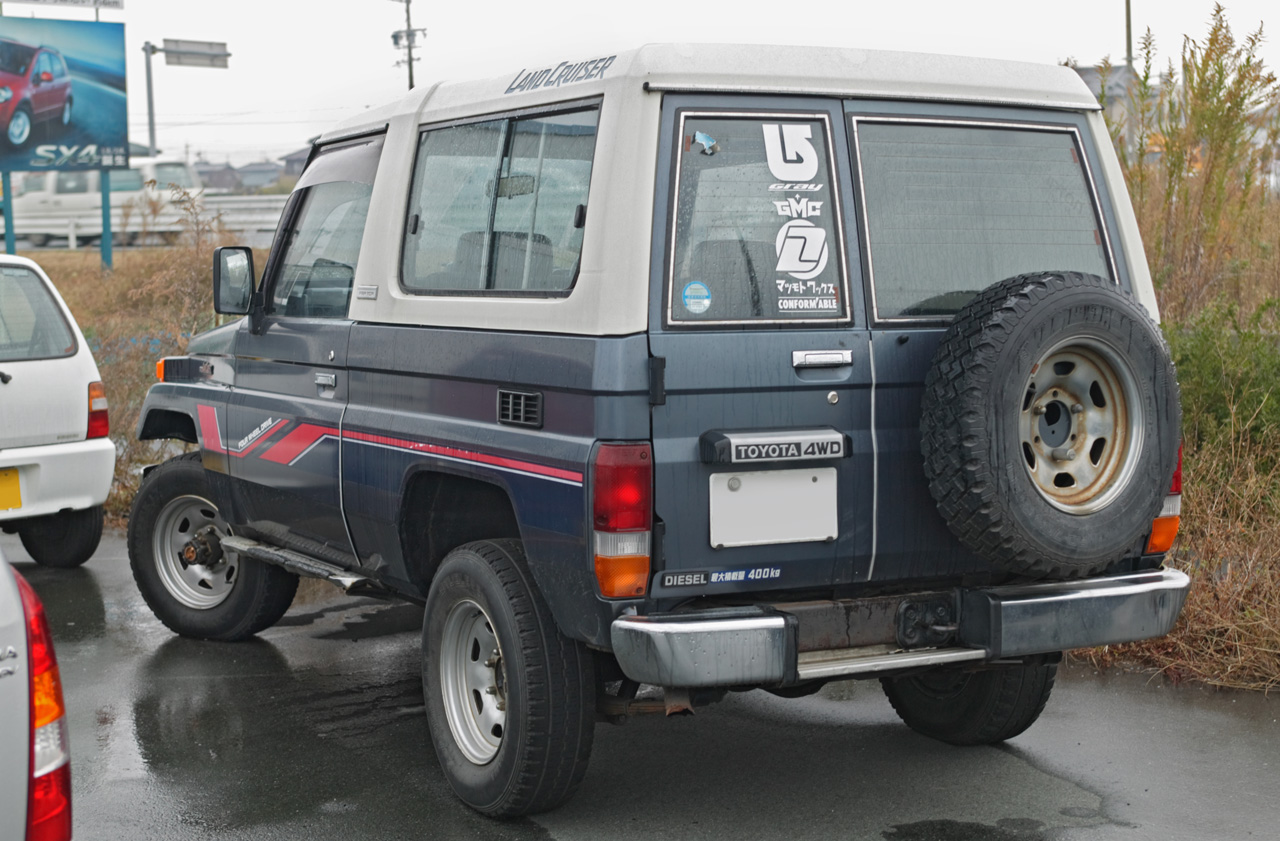
Вид сзади
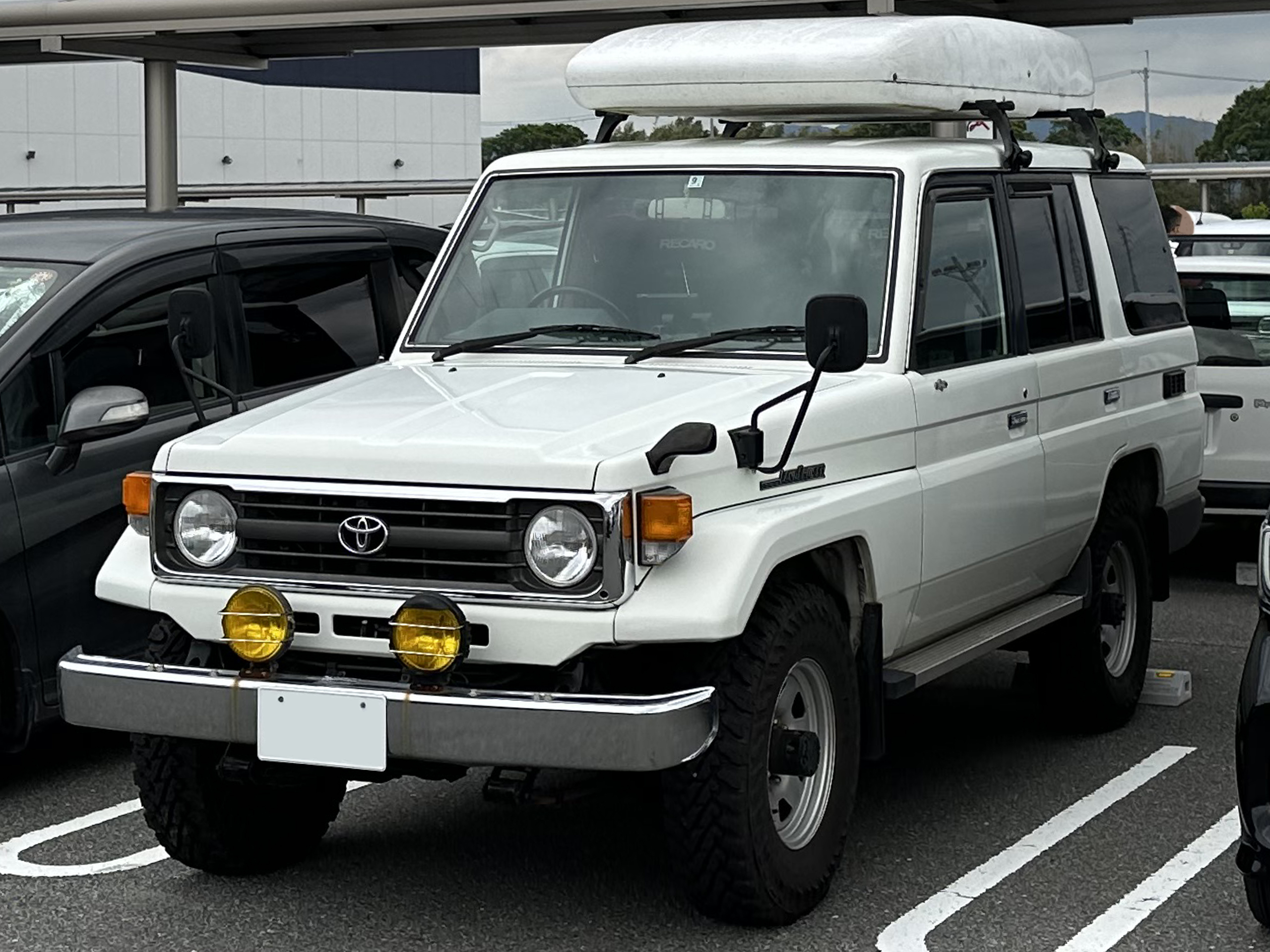
Toyota LC70 (HZJ76V)
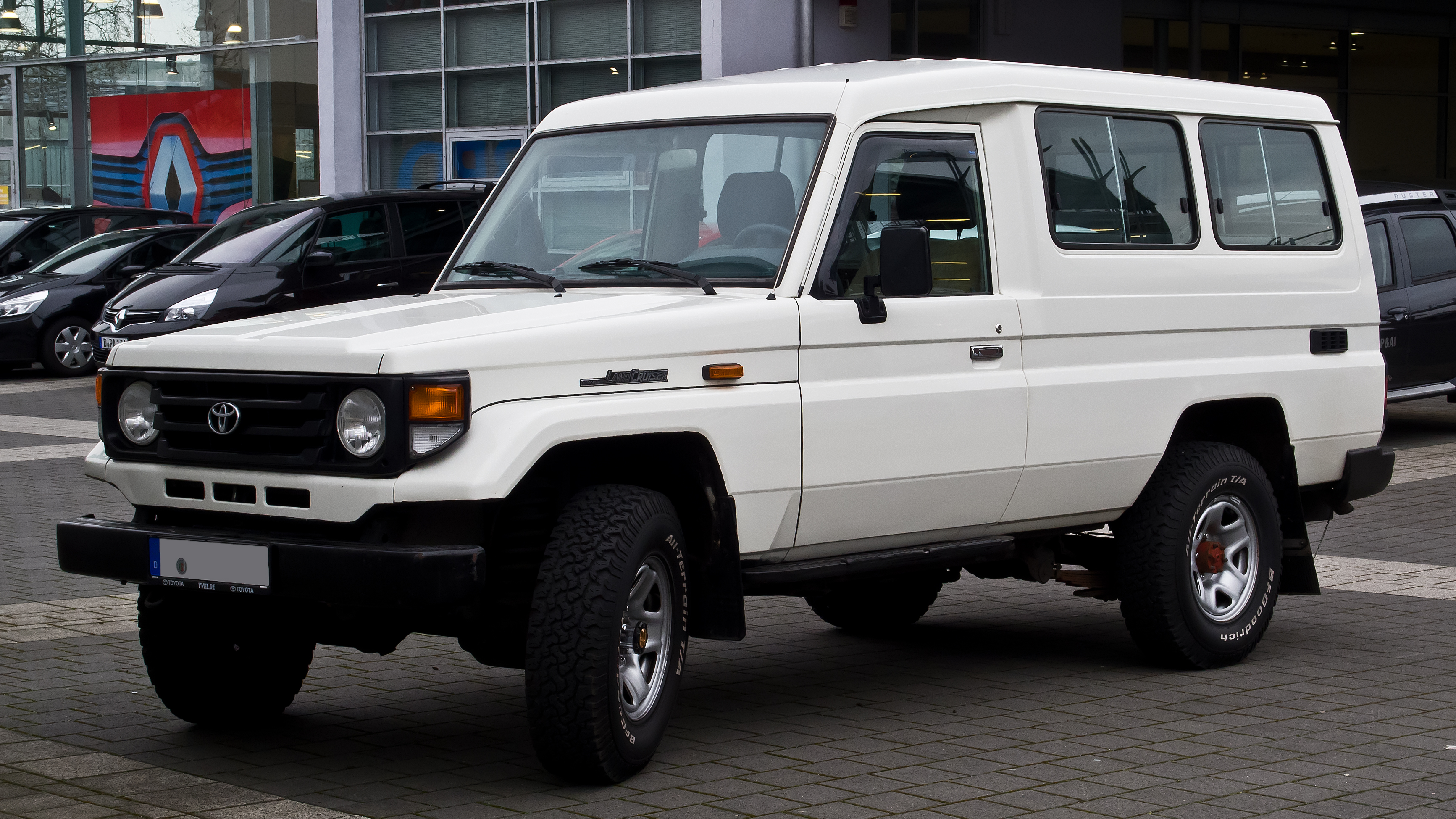
Грузопассажирский фургон
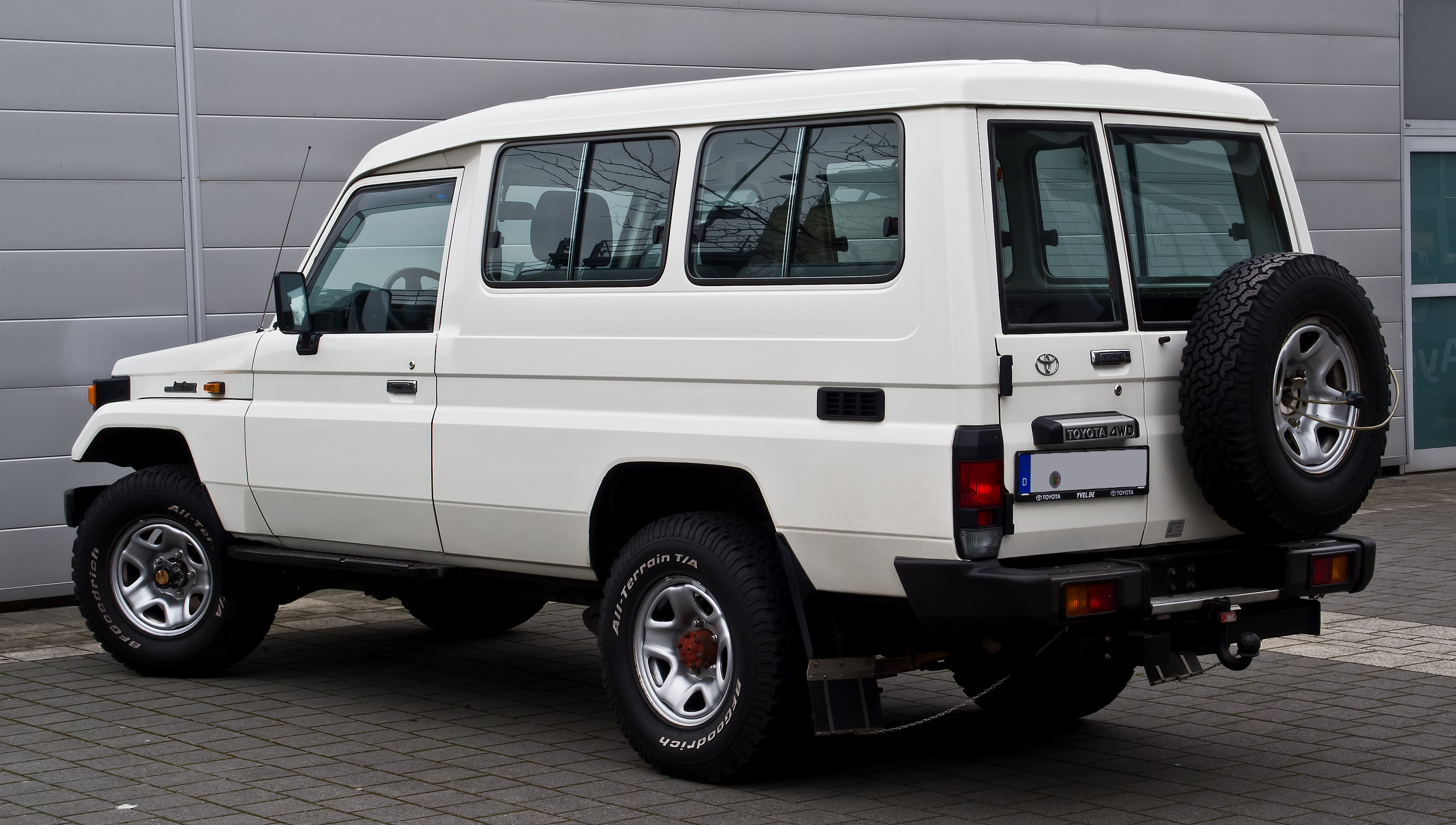
Вид сзади
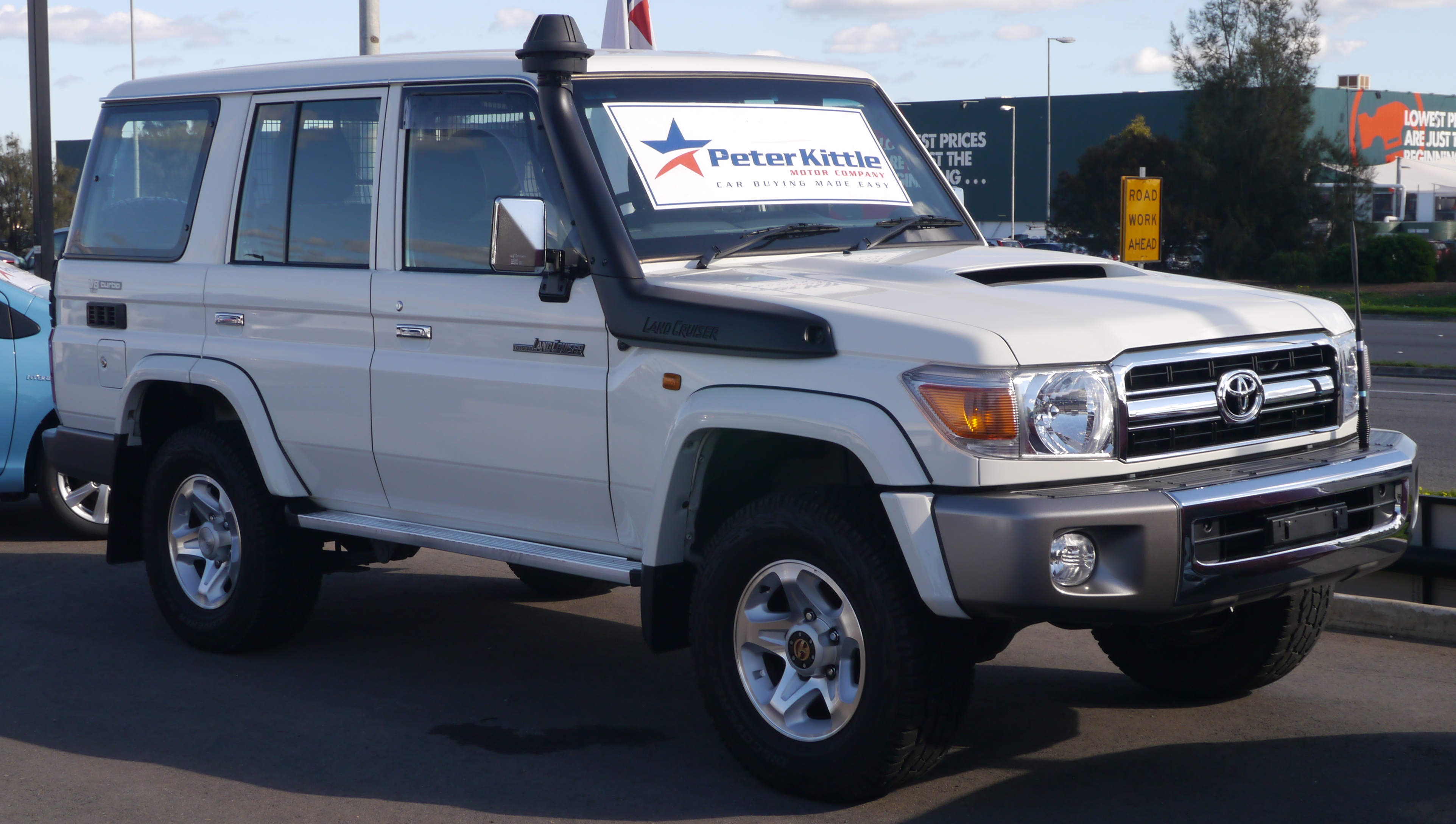
2015 Toyota Landcruiser GXL (VDJ76)
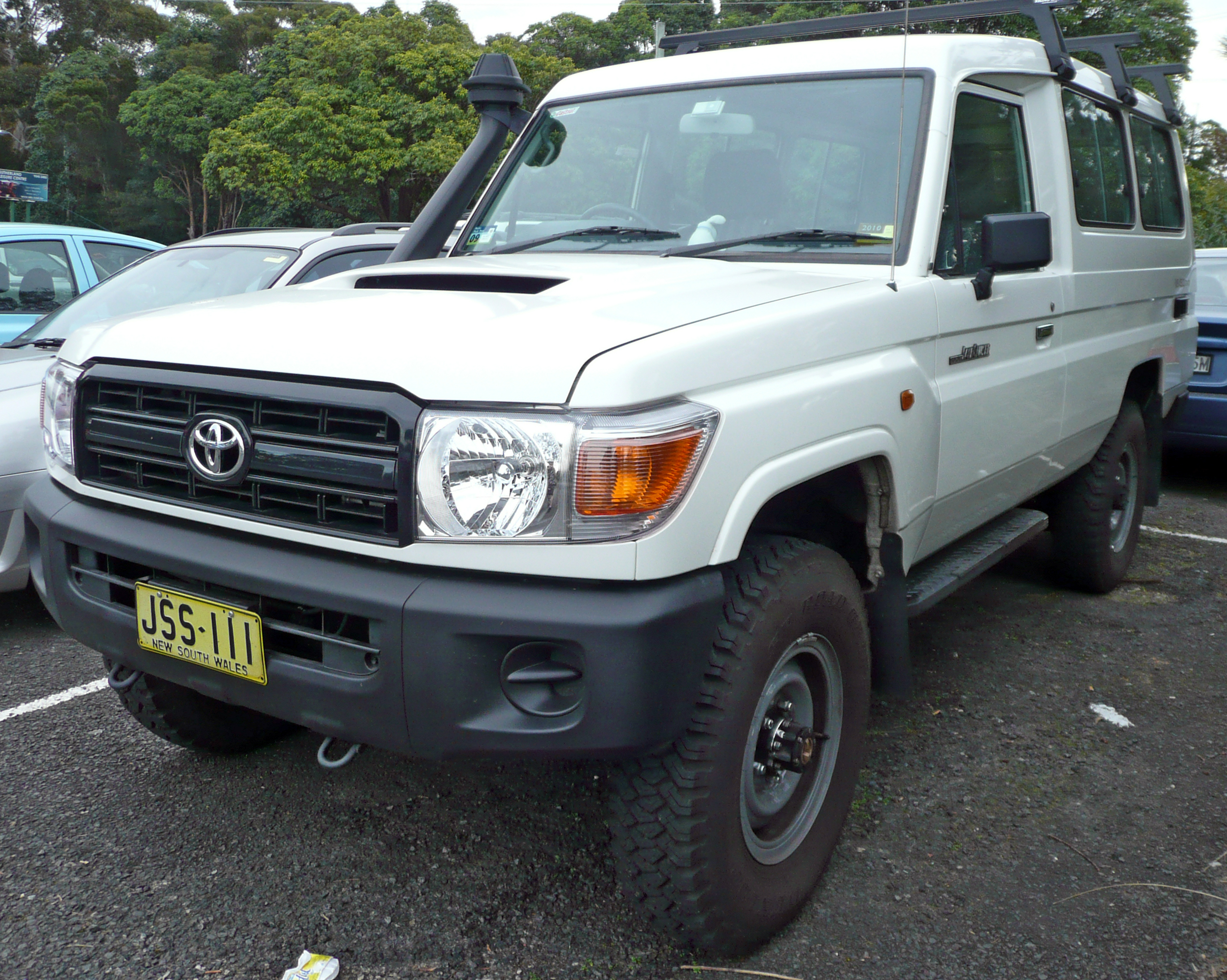
Toyota LC70 (VDJ78)
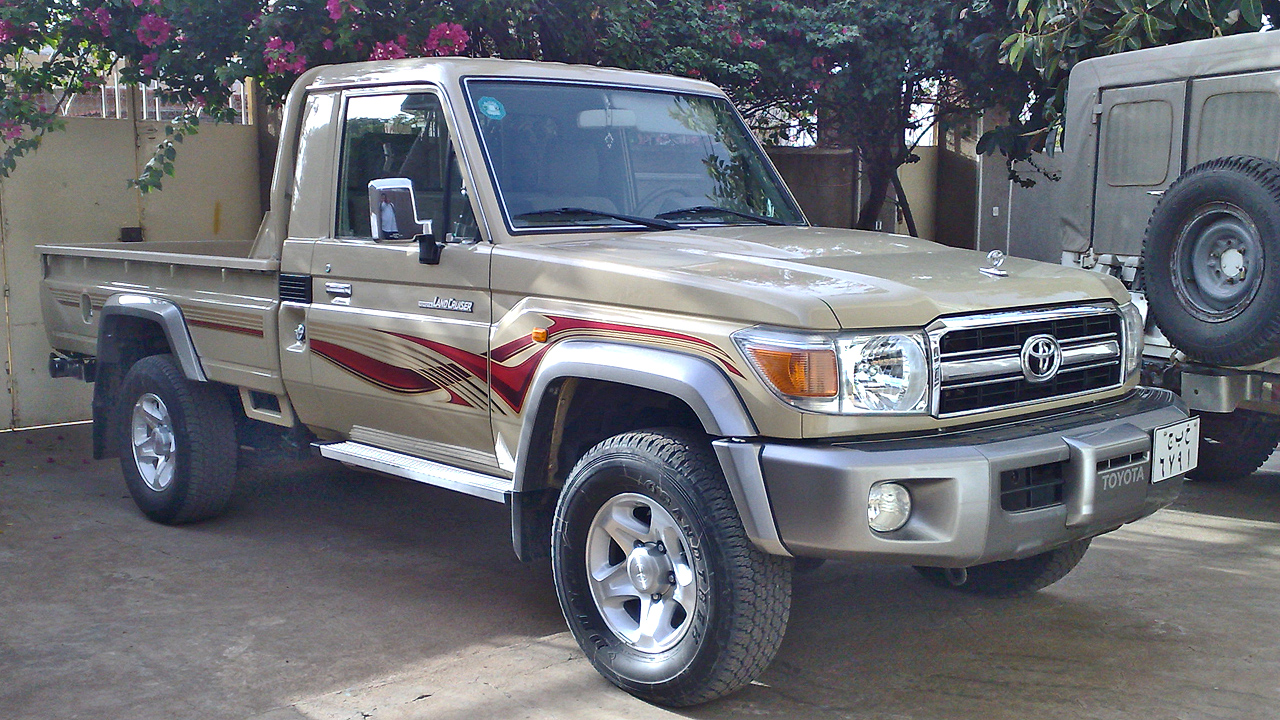
Пикап с одинарной кабиной
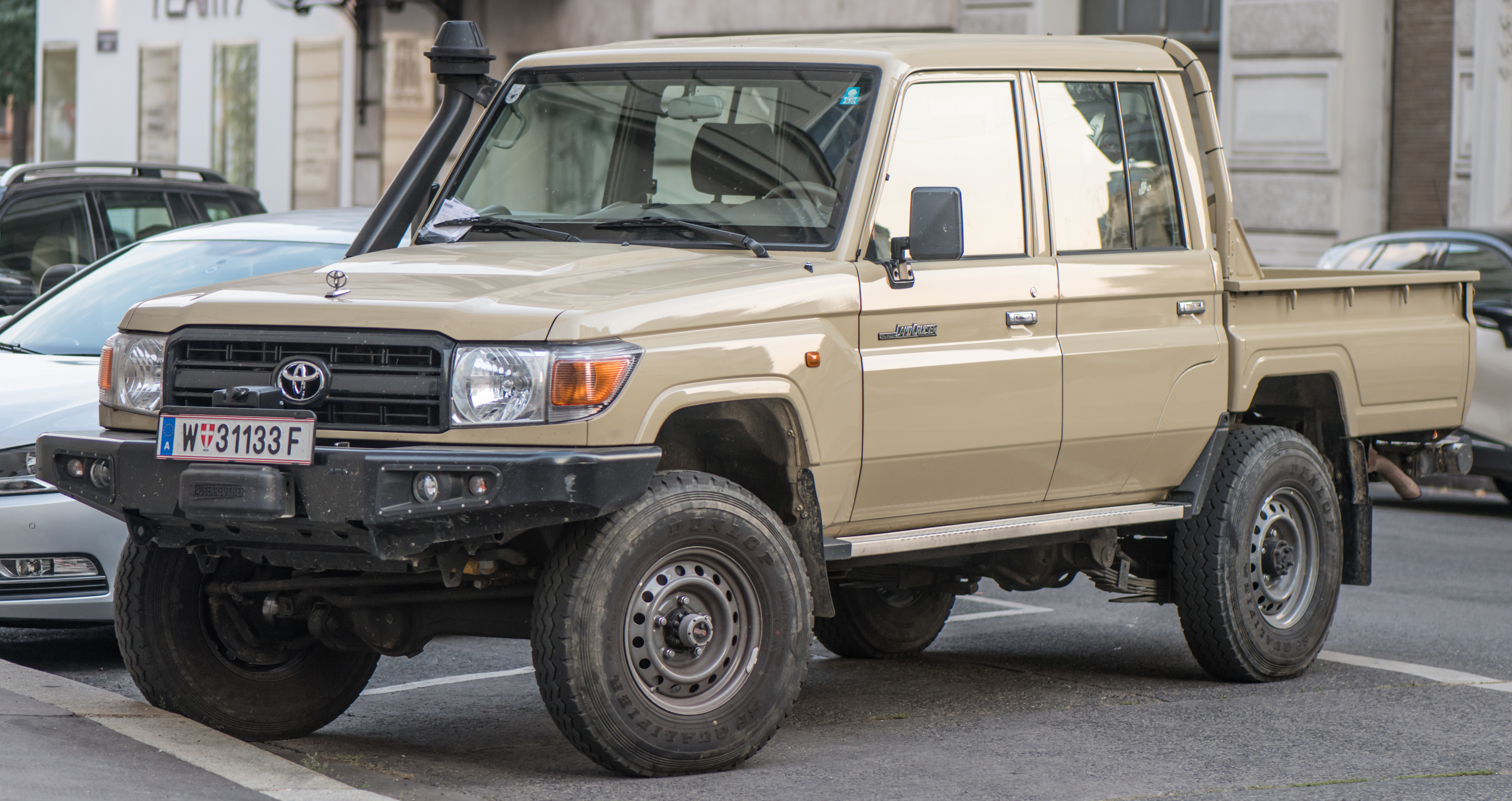
Пикап с двойной кабиной (HZJ79)
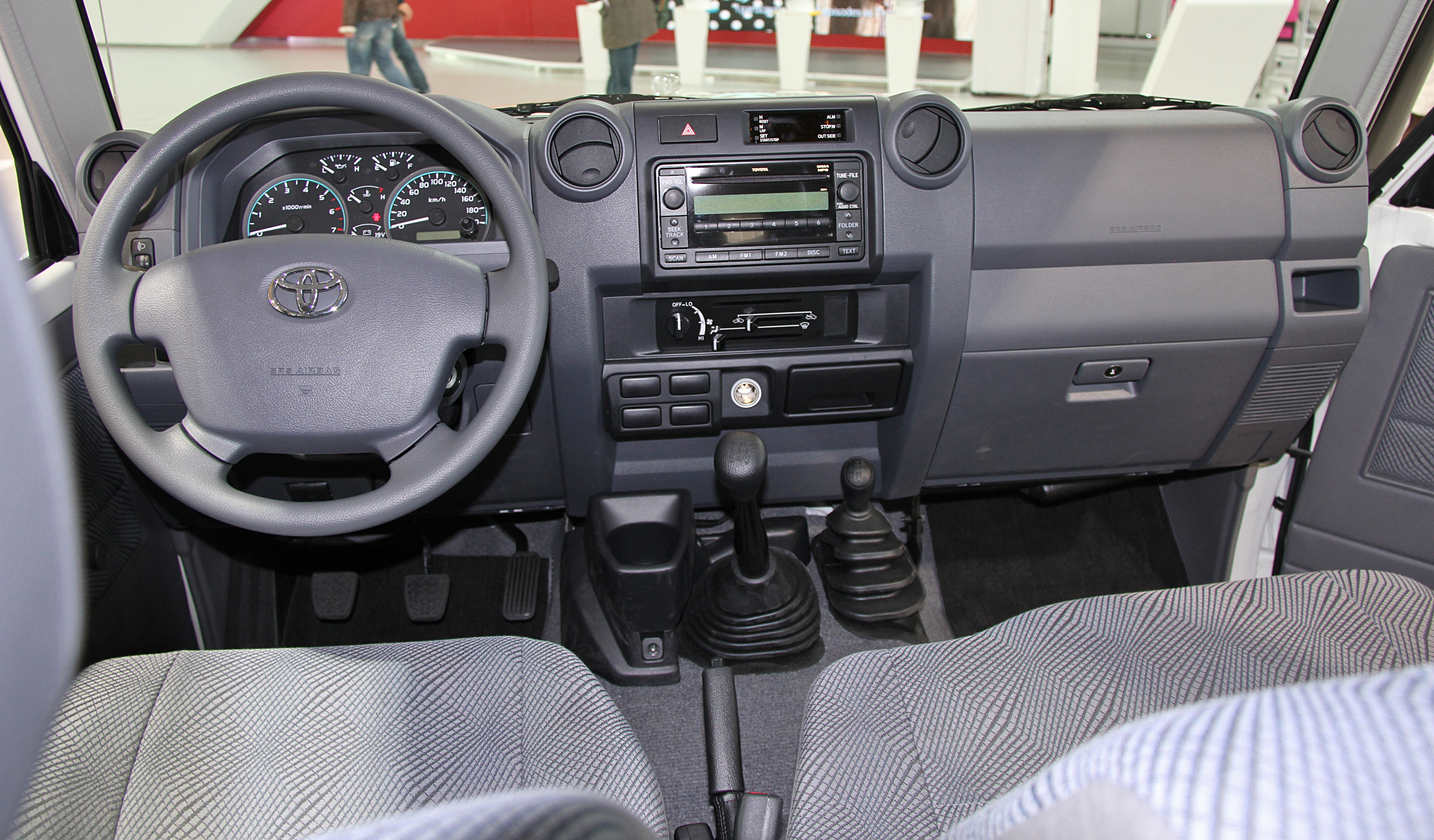
Интерьер
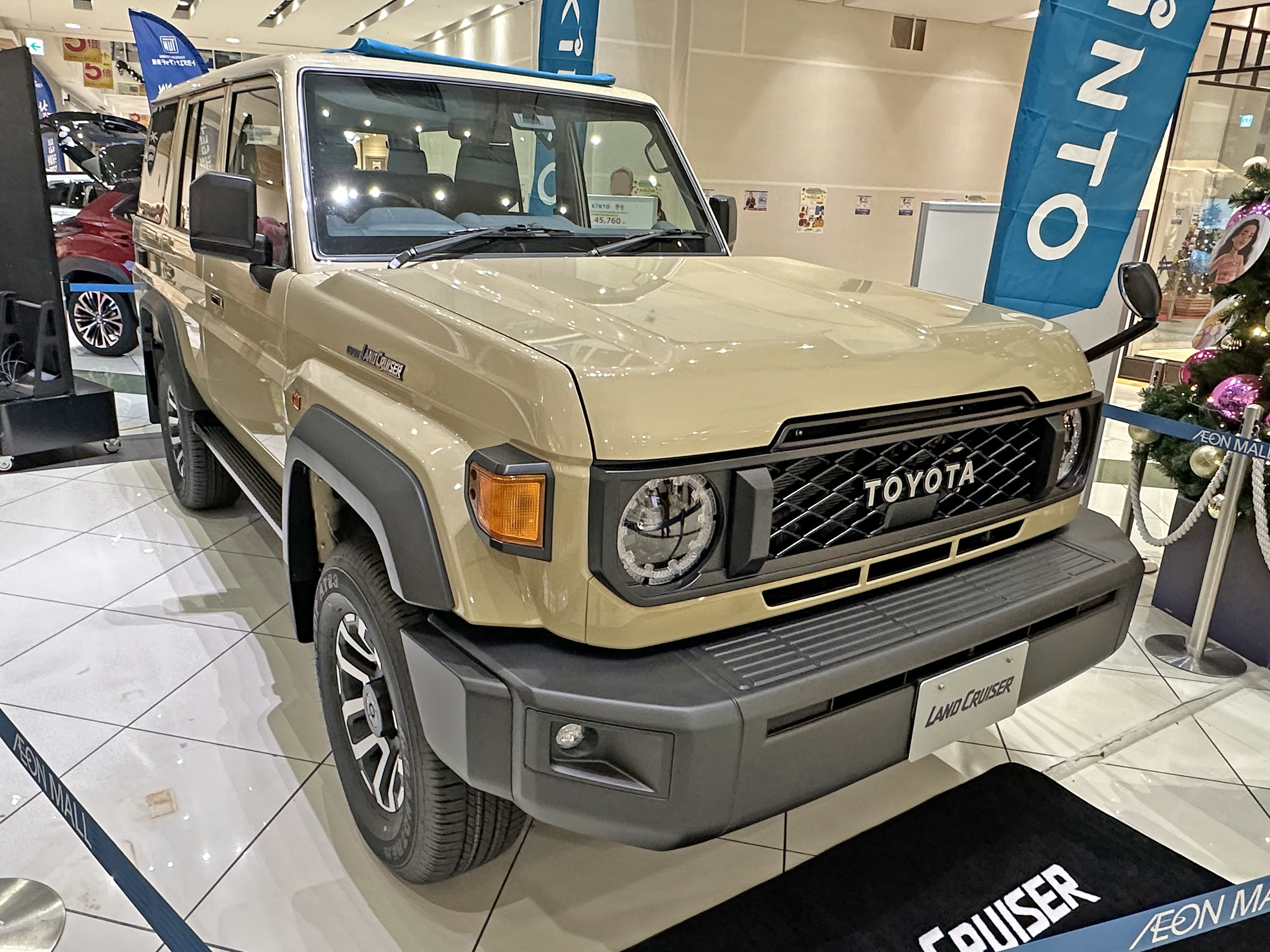
Toyota Land Cruiser AX
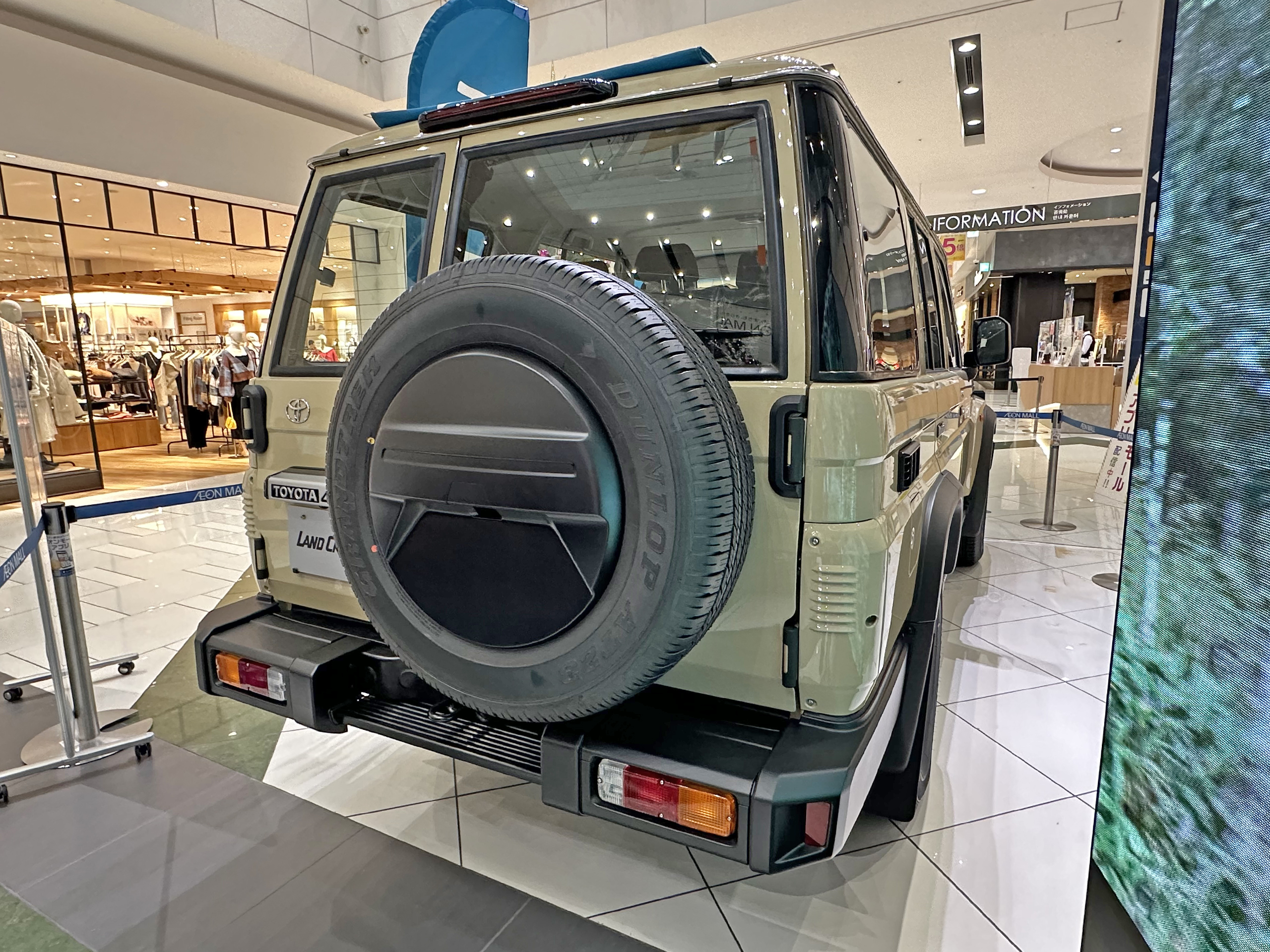
Toyota Land Cruiser AX
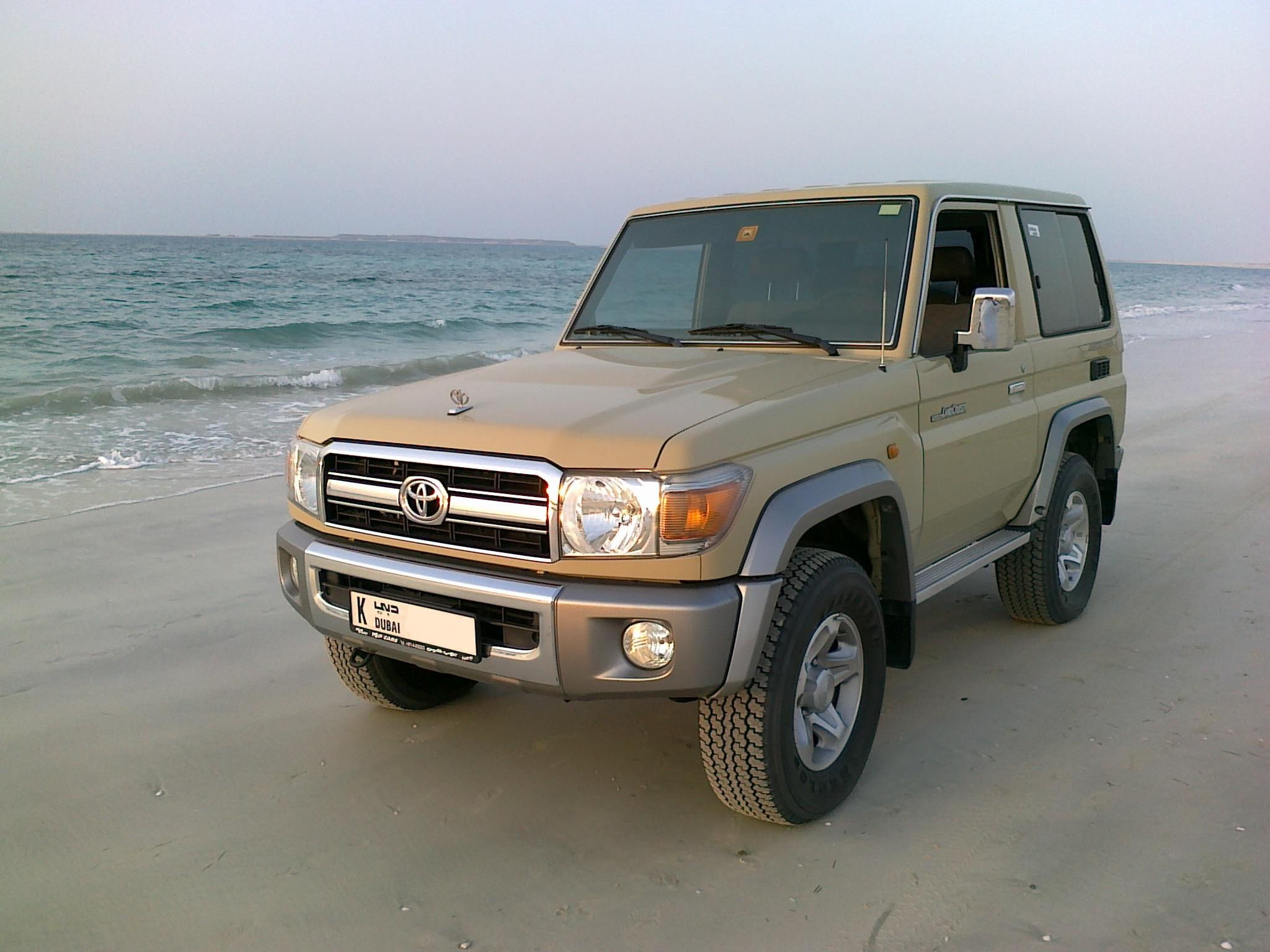
Toyota LC70 в Дубае